# Kéfalos
Kéfalos är en ort i Grekland.   Den ligger i prefekturen Nomós Dodekanísou och regionen Sydegeiska öarna, i den sydöstra delen av landet, 300 km öster om huvudstaden Aten. Kéfalos ligger 101 meter över havet och antalet invånare är 2 528. Den ligger på ön Kos.
Terrängen runt Kéfalos är platt åt nordväst, men åt sydost är den kuperad. Havet är nära Kéfalos västerut.  Kéfalos är det största samhället i trakten. 